# Абрикосовка (Кировский район)
Абрико́совка (до 1945 года Найма́н; укр. Абрико́сівка, крымскотат. Nayman, Найман) — село в Кировском районе Республики Крым, центр Абрикосовского сельского поселения (согласно административно-территориальному делению Украины — Абрикосовского сельсовета Автономной Республики Крым).

## Население
| 2001 | 2014  |
| ---- | ----- |
| 1372 | ↘1079 |

Всеукраинская перепись 2001 года показала следующее распределение по носителям языка
| Язык             | Процент |
| ---------------- | ------- |
| русский          | 78.43   |
| крымскотатарский | 10.35   |
| украинский       | 8.53    |
| белорусский      | 1.46    |
| другие           | 0.15    |

### Динамика численности
| - 1805 год — 91 чел. - 1864 год — 183 чел. - 1889 год — 273 чел. - 1892 год — 12 чел. - 1902 год — 247 чел. - 1915 год — 0/189 чел. | - 1926 год — 417 чел. - 1939 год — 579 чел. - 1989 год — 1370 чел. - 2001 год — 1372 чел. - 2009 год — 1240 чел. - 2014 год — 1079 чел. |

## Современное состояние
На 2017 год в Абрикосовке числится 13 улиц и 1 переулок; на 2009 год, по данным сельсовета, село занимало площадь 140 гектаров на которой, в 489 дворах, проживало 1240 человек. В Абрикосовке действуют средняя общеобразовательная школа, сельский Дом культуры, постройки 1967 года, библиотека, амбулатория общей практики семейной медицины, отделение почты России, храм преподобного Кукши Одесского. Абрикосовка связана автобусным сообщением с городами Крыма, райцентром и соседними населёнными пунктами.

## География
Абрикосовка — село в центре района, в северных отрогах восточной части Внутренней гряды Крымских гор, в неглубокой долине речки Токсан-Су, высота центра села над уровнем моря — 139 м. Ближайшие сёла — Айвазовское в 0,5 км на запад, Спасовка в 2 км на север, Матросовка в 2,5 км на восток и Бабенково в 1,7 км на юго-восток. Райцентр Кировское — примерно в 21 километре (по шоссе), там же ближайшая железнодорожная станция — Кировская (на линии Джанкой — Феодосия). Транспортное сообщение осуществляется по региональным автодорогам 35Н-582 Советское — Старый Крым, 35Н-194 Партизаны — Спасовка — Абрикосовка и 35Н-211 Приветное — Первомайское (по украинской классификации — С-0-11425, С-0-10505 и С-0-10522).

## История
Первое документальное упоминание села встречается в Камеральном Описании Крыма… 1784 года, судя по которому, в последний период Крымского ханства Найман входил в Старо-Крымский кадылык Кефинского каймаканства. После присоединения Крыма к России (8) 19 апреля 1783 года, (8) 19 февраля 1784 года, именным указом Екатерины II сенату, на территории бывшего Крымского Ханства была образована Таврическая область и деревня была приписана к Левкопольскому, а после ликвидации в 1787 году Левкопольского — к Феодосийскому уезду Таврической области. После Павловских реформ, с 1796 по 1802 год, входила в Акмечетский уезд Новороссийской губернии. По новому административному делению, после создания 8 (20) октября 1802 года Таврической губернии, Найман был включён в состав Байрачской волости Феодосийского уезда.
По Ведомости о числе селений, названиях оных, в них дворов… состоящих в Феодосийском уезде от 14 октября 1805 года , в деревне Найман числилось 9 дворов, 80 жителей крымских татар и 11 цыган. Существует версия, что в начале XIX века в деревне поселились немцы. На военно-топографической карте генерал-майора Мухина 1817 года деревня Найман обозначена с 20 дворами. После реформы волостного деления 1829 года Найман, согласно «Ведомости о казённых волостях Таврической губернии 1829 года», отнесли к Учкуйской волости (переименованной из Байрачской).
На карте 1836 года в деревне Анад. Найман 10 дворов, а в Татарском Наймане — 18, а на карте 1842 года обе обозначены условным знаком «малая деревня», то есть, менее 5 дворов — видимо, к этому времени относится начало заселения деревни греками и болгарами, беженцами из Османской империи, а немцы к середине века покинули селение.
В 1860-х годах, после земской реформы Александра II, деревню приписали к Салынской волости. Согласно «Списку населённых мест Таврической губернии по сведениям 1864 года», составленному по результатам VIII ревизии 1864 года, Найман — владельческая греческая деревня с 42 дворами и 183 жителями и мечетью при источниках. По обследованиям профессора А. Н. Козловского начала 1860-х годов, в селении «…имелась пресная вода в изобилии из горных родников и ручьёв». На трёхверстовой карте Шуберта 1865—1876 года в деревне Найман обозначено 46 дворов. По «Памятной книге Таврической губернии 1889 года», по результатам Х ревизии 1887 года, в деревне Найман числилось 49 дворов и 273 жителя. На верстовой карте 1890 года в деревне обозначено 40 дворов с татарско-греческим населением.
После земской реформы 1890-х годов деревню приписали к Цюрихтальской волости. По «…Памятной книжке Таврической губернии на 1892 год» в безземельной деревне Найман, не входившей ни в одно сельское общество, числилось 12 жителей, домохозяйств не имеющих. По «…Памятной книжке Таврической губернии на 1902 год» в деревне Найман, находившейся в частном владении, числилось 247 жителей в 41 домохозяйстве. По Статистическому справочнику Таврической губернии. Ч.II-я. Статистический очерк, выпуск пятый Феодосийский уезд, 1915 год, в деревне Найман (наследников Дувана и Хаджи) Цюрихтальской волости Феодосийского уезда числилось 38 дворов (все дворы безземельные) только с «посторонним» населением в количестве 189 человек, из которых 103 мужчины и 86 женщин. Жители землёй не владели, в примечании указано, что у Дувана и Хаджи при селении было 1848 десятин удобной земли. В хозяйствах имелось 95 лошадей и 25 коров.
После установления в Крыму Советской власти, по постановлению Крымревкома от 8 января 1921 года была упразднена волостная система и село вошло в состав вновь созданного Владиславовского района Феодосийского уезда, а в 1922 году уезды получили название округов. 11 октября 1923 года, согласно постановлению ВЦИК, в административное деление Крымской АССР были внесены изменения, в результате которых округа ликвидировались и Владиславовский район стал самостоятельной административной единицей. Декретом ВЦИК от 4 сентября 1924 года «Об упразднении некоторых районов Автономной Крымской С. С. Р.» Владиславовский район в октябре 1924 года был преобразован в Феодосийский и село включили в его состав. Согласно Списку населённых пунктов Крымской АССР по Всесоюзной переписи 17 декабря 1926 года, в селе Найман, центре Найманского сельсовета Феодосийского района, числилось 88 дворов, из них 87 крестьянских, население составлял 417 человек, из них 326 греков, 80 русских, 4 немца, 2 болгарина, 2 украинца, 1 татарин, 1 чех, 1 записан в графе «прочие», действовала греческая школа I ступени (пятилетка). В 1929 году в селе организована сельхозартель «Прогресс», в 1930 году преобразованная в колхоз. Постановлением ВЦИК «О реорганизации сети районов Крымской АССР» от 30 октября 1930 года из Феодосийского района был выделен (воссоздан) Старо-Крымский район (по другим сведениям 15 сентября 1931 года) и село включили в его состав. По данным всесоюзная перепись населения 1939 года в селе проживало 579 человек.
В 1944 году, после освобождения Крыма от фашистов, согласно постановлению № 5984сс от 2 июня 1944 года, 27 июня крымские греки были депортированы в Среднюю Азию. 12 августа 1944 года было принято постановление № ГОКО-6372с «О переселении колхозников в районы Крыма» и в сентябре того же года в село приехали первые переселенцы, 1268 семей, из Курской, Тамбовской и Ростовской областей, а в начале 1950-х годов последовала вторая волна переселенцев. В 1950 году мелкие колхозы были объединены в колхоз «Борьба за мир». С 1954 года местами наиболее массового набора населения стали различные области Украины. Указом Президиума Верховного Совета РСФСР от 21 августа 1945 года Найман был переименован в Абрикосовку и Найманский сельсовет — в Абрикосовский. С 25 июня 1946 года Абрикосовка в составе Крымской области РСФСР, а 26 апреля 1954 года Крымская область была передана из состава РСФСР в состав УССР.
После ликвидации в 1959 году Старокрымского района село переподчинили Кировскому. Время упразднения сельсовета и включения в Приветненский пока не установлено: на 15 июня 1960 года село уже числилось в составе. Указом Президиума Верховного Совета УССР «Об укрупнении сельских районов Крымской области», от 30 декабря 1962 года Кировский район был упразднён и село присоединили к Нижнегорскому. 1 января 1965 года, указом Президиума ВС УССР «О внесении изменений в административное районирование УССР — по Крымской области», вновь включили в состав Кировского. На 1974 год Абрикосовка ещё входила в Приветненский сельсовет, а к 1 января 1977 года Абрикосовский сельсовет был восстановлен. По данным переписи 1989 года в селе проживало 1370 человек. С 12 февраля 1991 года село в восстановленной Крымской АССР, 26 февраля 1992 года переименованной в Автономную Республику Крым. С 21 марта 2014 года в составе Крыма аннексирована Россией.

## Известные жители
Иван Иванович Майборода (1911—1984) — виноградарь, Герой Социалистического Труда (1958 год).